# Antipatros von Kyrene
Antipatros von Kyrene (altgriechisch Ἀντίπατρος Antípatros, latinisiert Antipater) war ein antiker griechischer Philosoph aus Kyrene. Er lebte zwischen der Mitte des 4. und der Mitte des 3. Jahrhunderts v. Chr. und wird zur Richtung der Kyrenaiker gezählt.
Über Antipatros ist wenig bekannt. Er war laut Diogenes Laertios ein Schüler des Philosophen Aristippos von Kyrene und Lehrer von Epitimides von Kyrene. Laut Cicero war er blind und soll ihn beklagenden Frauen gesagt haben, dass auch die Nacht Vergnügen biete. Eine dritte Quelle ist das Gnomologium Vaticanum Epicureum.